# Hegedűs József (pap)
Hegedűs József (Mosonszentmiklós, 1873. június 10. – Győr, 1950. március 27.) lelkész, római katolikus plébános. 

## Életútja
Teológiai tanulmányait Győrött végezte, 1896. június 28-án szentelték pappá Rábaszentmihályon. 1899-ben Győr-Nádorvárosban, majd 1902-től Győr-Belvárosban szolgált mint káplán, 1907-től Nemesládonyban, majd 1909-től Osliban volt adminisztrátor. 1911-től Bágyogon káplán, 1914. június 27-től Győrasszonyfán volt lelkész. 1920-ban vonult nyugdíjba, 1947-től haláláig Győrött élt.

## Művei
- Jámbor társulatokról. Budapest, 1894. (Népiratkák 91.)
- Köszöntőkönyv újévre, névnapra, születésnapra, és ünnepi alkalmakra. Újlaki Gézával. Győr, 1907.

Versei megjelentek a Győri Hírlapban.